# Liste des épisodes de Game of Thrones

La liste des épisodes de Game of Thrones, série télévisée américaine, est constituée de 73 épisodes.
Game of Thrones est une série de fantasy diffusée sur HBO de 2011 à 2019. Elle est basée sur les romans Le Trône de fer (A Song of Ice and Fire) écrits par l'écrivain George R. R. Martin. Elle se déroule dans un univers fictif et narre les luttes de pouvoir des familles nobles pour le contrôle du trône de fer.
La série connaît un grand succès critique et public, malgré sa diffusion sur une chaîne câblée. Les épisodes ont été diffusés à raison de dix par saison. La septième saison quant à elle compte sept épisodes et la huitième et dernière six.

## Panorama des saisons
| Saison | Nombre d'épisodes | Diffusion originale sur HBO | Diffusion originale sur HBO | Diffusion originale sur HBO |
| Saison | Nombre d'épisodes | Années                      | Début de saison             | Fin de saison               |
| ------ | ----------------- | --------------------------- | --------------------------- | --------------------------- |
| 1      | 10                | 2011                        | 17 avril 2011               | 19 juin 2011                |
| 2      | 10                | 2012                        | 1er avril 2012              | 3 juin 2012                 |
| 3      | 10                | 2013                        | 31 mars 2013                | 9 juin 2013                 |
| 4      | 10                | 2014                        | 6 avril 2014                | 15 juin 2014                |
| 5      | 10                | 2015                        | 12 avril 2015               | 14 juin 2015                |
| 6      | 10                | 2016                        | 24 avril 2016               | 26 juin 2016                |
| 7      | 7                 | 2017                        | 16 juillet 2017             | 27 août 2017                |
| 8      | 6                 | 2019                        | 14 avril 2019               | 19 mai 2019                 |

## Liste des épisodes

### Première saison (2011)
Composée de dix épisodes, la série a été diffusée du 17 avril 2011 au 19 juin 2011 sur HBO, aux États-Unis.
1. L'hiver vient (Winter Is Coming)
2. La Route royale (The Kingsroad)
3. Lord Snow (Lord Snow)
4. Infirmes, Bâtards et Choses brisées (Cripples, Bastards and Broken Things)
5. Le Loup et le Lion (The Wolf and the Lion)
6. Une couronne dorée (A Golden Crown)
7. Gagner ou mourir (You Win or You Die)
8. Frapper d'estoc (The Pointy End)
9. Baelor (Baelor)
10. De feu et de sang (Fire and Blood)

Sources des titres français,

### Deuxième saison (2012)
Le 19 avril 2011, la chaîne a commandé une deuxième saison de dix épisodes. Elle a été diffusée du 1er avril 2012 au 3 juin 2012 sur HBO, aux États-Unis. George R. R. Martin a écrit l'épisode La Néra de cette saison.
1. Le Nord se souvient (The North Remembers)
2. Les Contrées nocturnes (The Night Lands)
3. Ce qui est mort ne saurait mourir (What Is Dead May Never Die[6])
4. Le Jardin des os (Garden of Bones[7])
5. Le Fantôme d'Harrenhal (The Ghost of Harrenhal[7])
6. Les Anciens et les Nouveaux Dieux (The Old Gods and the New[7])
7. Un homme sans honneur (A Man Without Honor[6])
8. Le Prince de Winterfell (The Prince of Winterfell[6])
9. La Néra (Blackwater)
10. Valar Morghulis (Valar Morghulis)

Source des titres français

### Troisième saison (2013)
Le 10 avril 2012, la chaîne a renouvelé la série pour une troisième saison également constituée de dix épisodes. Elle a été diffusée du 31 mars 2013 au 9 juin 2013 sur HBO, aux États-Unis. Comme le mentionne le contrat qui le lie aux producteurs, George R. R. Martin a écrit le scénario de l'épisode 7 de cette saison, intitulé The Bear and the Maiden Fair. La saison couvre principalement les événements du début du troisième tome de la saga, A Storm of Swords.
1. Valar Dohaeris (Valar Dohaeris)
2. Noires ailes, noires nouvelles (Dark Wings, Dark Words)
3. Les Immaculés (Walk of Punishment)
4. Voici que son tour de garde est fini (And Now His Watch Is Ended)
5. Le Baiser du feu (Kissed by Fire)
6. L'Ascension (The Climb)
7. L'Ours et la Belle (The Bear and the Maiden Fair)
8. Les Puînés (Second Sons)
9. Les Pluies de Castamere (The Rains of Castamere)
10. Mhysa (Mhysa)

Source des titres français

### Quatrième saison (2014)
Le 2 avril 2013, la série a été officiellement renouvelée pour une quatrième saison de dix épisodes. Elle a été diffusée du 6 avril 2014 au 15 juin 2014 sur HBO, aux États-Unis. Elle est adaptée de la fin du troisième tome, A Storm of Swords, avec des éléments des quatrième et cinquième tomes, A Feast for Crows et A Dance with Dragons ainsi que des éléments n'appartenant pas à la trame des livres actuellement publiés.
1. Deux Épées (Two Swords)
2. Le Lion et la Rose (The Lion and the Rose)
3. Briseuse de chaînes (Breaker of Chains)
4. Féale (Oathkeeper)
5. Premier du nom (First of His Name)
6. Les Lois des Dieux et des hommes (The Laws of Gods and Men)
7. L'Oiseau moqueur (Mockingbird)
8. La Montagne et la Vipère (The Mountain and the Viper)
9. Les Veilleurs au rempart (The Watchers on the Wall)
10. Les Enfants (The Children)

Source des titres français

### Cinquième saison (2015)
Le 8 avril 2014, la série a été renouvelée pour deux saisons supplémentaires, soit pour une cinquième et sixième saison. Elle a été diffusée du 12 avril 2015 au 14 juin 2015 sur HBO, aux États-Unis. Elle se base principalement sur A Feast For Crows et A Dance with Dragons, les quatrième et cinquième tomes de la saga qui se déroulent chronologiquement au même moment mais à des endroits différents.
1. Les Guerres à venir (The Wars to Come)
2. La Demeure du Noir et du Blanc (The House of Black and White)
3. Le Grand Moineau (High Sparrow)
4. Les Fils de la Harpie (Sons of the Harpy)
5. Tue l'enfant (Kill the Boy)
6. Insoumis, Invaincus, Intacts (Unbowed, Unbent, Unbroken)
7. Le Cadeau (The Gift)
8. Durlieu (Hardhome)
9. La Danse des dragons (The Dance of Dragons)
10. La Miséricorde de la mère (Mother's Mercy)

### Sixième saison (2016)
Le 8 avril 2014, la série a été renouvelée pour une sixième saison de dix épisodes. Elle a été diffusée du 24 avril 2016, au 26 juin 2016 sur HBO, aux États-Unis.
1. La Femme rouge (The Red Woman)
2. La Maison (Home)
3. Le Briseur de serments (Oathbreaker)
4. Le Livre de l'Étranger (Book of the Stranger)
5. La Porte (The Door)
6. De mon sang (Blood of My Blood)
7. L'Homme brisé (The Broken Man)
8. Personne (No One)
9. La Bataille des bâtards (The Battle of the Bastards)
10. Les Vents de l'hiver (The Winds of Winter)

Source des titres français

### Septième saison (2017)
Le 21 avril 2016, trois jours avant le début de la diffusion de la sixième saison, la série a été renouvelée pour une septième saison de sept épisodes. Elle est diffusée depuis le 16 juillet 2017 sur HBO, aux États-Unis.
1. Peyredragon (Dragonstone)
2. Née du Typhon (Stormborn)
3. La Justice de la reine (The Queen's Justice)
4. Les Butins de la guerre (The Spoils of War)
5. Fort-Levant (Eastwatch)
6. Au-delà du Mur (Beyond the Wall)
7. Le Dragon et le Loup (The Dragon and the Wolf)

### Huitième saison (2019)
Le 14 janvier 2017, la série a été officiellement renouvelée pour une huitième et dernière saison de six épisodes. Elle est diffusée depuis le 14 avril 2019,,. 
1. Winterfell (Winterfell)
2. Un chevalier des Sept Couronnes (A Knight of the Seven Kingdoms)
3. La Longue Nuit (The Long Night)
4. Les Derniers des Stark (The Last of the Starks)
5. Les Cloches (The Bells)
6. Le Trône de fer (The Iron Throne)